# 石景山

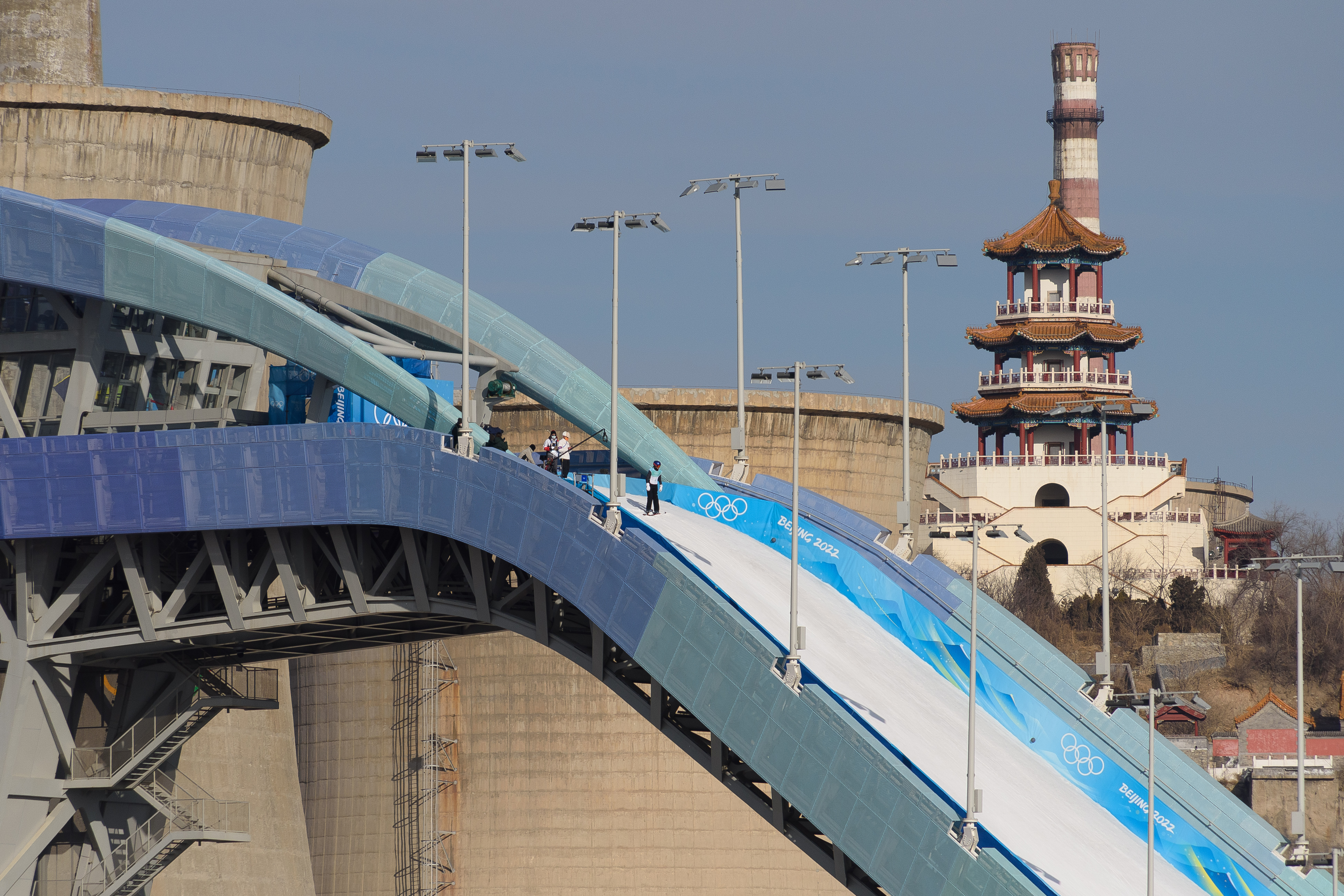
首钢滑雪大跳台顶端与石景山功碑阁

石景山，古名梁山、碣石山、石经山、石径山、湿经山、石井山、骆驼山、孟家山等等，属於太行山的余脉，地处北京市石景山区首钢集团厂区西北角，西临永定河，北临北京发电厂及黑头山，海拔183.7米。石景山区因此山而得名。

## 别名
石景山的别名众多。清朝赵怀玉在《游西山记》里称：“西岩有残石经数版嵌崖间，山名石景，一名石径，因有此经，亦名石经”。如今石景山南天门以北的摩崖处仍有“石经山”三个字。石径山一名始称自元朝，或许因“经”、“径”形似而同音。湿经山一名源自当地传说中恰似唐僧西天取经过通天河，在晾经台上晾湿经的故事。石景山从侧面看如同伏下身负物的骆驼，故又名骆驼山。

## 简介
石景山位於永定河的出山口。石景山之名约始称自明朝万历年间。石景山上明朝1615年《重修天主宫碑记》载：“惟山雄峙一方，高接云汉，钟灵秀之气，郁造物之英，真为燕都之第一仙山也。”石景山占地面积375亩，东南坡松柏林立，西北为峭壁。山顶有仿古建筑功德阁。山上有碧霞元君庙、金阁寺、天空寺等寺庙，另有金阁寺塔、石经台、孔雀洞、普观洞、普安洞、还源洞等古迹。古人有诗赞曰：“石景遥连汉，浑河似带流。沧波日滚滚，浩淼接皇州。”“西来翠岫晴云好，南去浑河浊浪多。”

### 古迹、景点
石景山及周边现存的主要古迹和景点有：
- 石景山古建群：包括元君庙、金阁寺。
  - 东天门：从山脚而上，路南有座坐西朝东的过街楼式样建筑，为东天门。建筑为砖石结构，安有木制隔窗，拱形门洞进深约5米，门洞两边嵌有石制对联。门口一侧有“石景山古建群”的文物保护单位碑。[1]
  - 碧霞元君庙：位於石景山南坡，距地平面200米。始建自明朝正德年间，为太监钱宁所建。後多次拆改，1985年首钢又对其进行大修。庙前有石碑，碑文已漫漶不清。元君庙作为石景山古建群的一部分，1986年10月9日被石景山区人民政府公布为第二批石景山区文物保护单位。[1][3]
  - 金阁寺：始建自唐朝。金阁寺为石景山区普查登记文物。[1][4][5]
- 石景山本来洞、金阁寺双眼古井、石经壁：本来洞位于半山腰处金阁寺一进院内东北侧，据传其名源自佛教牛头宗主张的“本来无事”，此洞应是唐朝开凿，洞中石佛也应制於唐朝。金阁寺双眼古井位於本来洞前。2004年发掘出土。石经壁是21世纪初新建，邻近本来洞、双眼古井。石景山本来洞、金阁寺双眼古井为石景山区普查登记文物。[1][4]
- 功德阁：现代仿古建筑，位於山顶。登上此阁可俯瞰周边景色。[1]
- 摩崖石屋：位於山上，始建於辽、金。摩崖石屋为石景山区普查登记文物。[4]
- 石景山崖葬石窟：位於石景山西侧崖壁，始建於辽、金。石景山崖葬石窟为石景山区普查登记文物。[4]
- 玉皇神祠遗址：位於石景山元君殿北，始建於清朝。玉皇神祠遗址为石景山区普查登记文物。[4]
- 石景山古井：位於石景山高200米处，始建於明朝，1983年8月27日被石景山区人民政府公布为第一批石景山区文物保护单位。[3]
- 晾经台[1]
- 石景山碉堡：始建於1940年，是日本占领时期的军事据点。外表呈圆柱体，钢筋水泥结构。山上现存两座碉堡，其中一座位于石景山西南坡。石景山碉堡为石景山区普查登记文物。[1][4]
- 龙烟别墅：位於石景山东南侧。后为首钢厂史展览馆。龙烟别墅为石景山区普查登记文物。[1][4]
- 蒸汽机车机头：位於山脚下的树丛后面。[1]
- 北惠济庙雍正御制碑：位於首钢总公司制氧厂内西南端，始建于清朝。1983年8月27日被石景山区人民政府公布为第一批石景山区文物保护单位。[1][3]
- 石景山游乐园

## 交通
石景山有两条石景山隧道，分别属于丰沙铁路和北京地铁S1线。北京地铁S1线金安桥至四道桥段从石景山半山腰处经石景山隧道穿过，与丰沙铁路石景山隧道上下呈十字交叉状。